# Prism (andropの曲)
「Prism」（プリズム）はandropの7枚目のシングル。2017年5月10日にリリースされた。

## 解説
シングルとしてはデジタルリリースとなった「BGM」より約3ヶ月ぶり、またCDシングルとしては「Ghost」より約2年2ヶ月ぶりのリリースとなる。
また、自主レーベル「image world」を設立してからは初めてのCDシングルとなるほか、本作よりユニバーサルミュージック内のZEN MUSICとタッグを組むこととなった。
初回限定盤に付属するDVDには、タイトル曲「Prism」のミュージックビデオとメイキングビデオ、さらには2016年の秋に開催した「one-man live tour 2016 "best blueprint"」のツアーファイナルとなったZepp DiverCity公演（10月16日）より、6曲のライブ映像が収録される。

## 収録曲
1. Prism
内澤曰く「悲しみや痛み、暗闇を包んで照らすような光をまとった、次の一歩を踏み出し始める自分たちと重なるような曲」[1]。2017年3月8日にラジオ初オンエアとなった[3]。ミュージックビデオではアナログな手法にこだわり、演奏しているandropの姿を、アクリルに立ち込めるスモークへプロジェクターで投影したものとなっている[4]。
2. Ryusei
2016年のライブでも披露されていた楽曲[1]。
3. BGM (single ver.)
映画「君と100回目の恋」提供楽曲。
2017年2月15日にデジタルシングルとして配信された。

### 初回限定盤DVD
- 「Prism」Music Video
- 「Prism」Making Video
- one-man live tour 2016 "best blueprint" （2016.10.16 Zepp DiverCity）
2016年秋に開催されたツアーの最終公演のライブ映像。収録曲は「Kaonashi」「Irony」「Digi Piece」「Sunny day」「Kienai」「Lost」（6曲ともアルバム「blue」の収録曲）。